# چخور سعد
چخورِ سَعد (یا چغور سعد) یکی از ولایات صفویه، در محدودهٔ همان ایروان امروزی در ارمنستان، بود. شهر ایروان مرکز این ولایت و محل استقرار حاکم صفوی بود.
چخور به معنانی گودال و دره است و چخور سعد یعنی «درهٔ سعد». نام آن از شخصی به نام امیر سعد گرفته شده که رئیس ایل سعدلو بود. این ایل همراه تیمور لنگ به این ناحیه آمده و در آن مستقر شده بودند.